# Bere Alston (przystanek kolejowy)
Bere Alston – przystanek czołowy (związany ze zmianą kierunku jazdy) na linii kolejowej Tamar Valley Line w miejscowości Bere Alston w hrabstwie Devon w Anglii. W okresie od kwietnia 2021 do marca 2022 skorzystało z niego 27 588 pasażerów.